# Guerrilla Urbana
Guerrilla Urbana est un groupe de punk rock espagnol, originaire de La Laguna, Tenerife, dans les Canaries.

## Biographie

### Années 1990
Le groupe se forme à La Laguna (Tenerife) en 1983, dans des locaux partagés avec Escorbuto Crónico, un groupe de punk rock pionnier originaire des îles Canaries (dont l'origine remonte à la fin des années 1970). Les membres originaux quittant le groupe à la mi-1984, Escorbuto Crónico est finalement dissous et seul Guerrilla urbana reste actif (il comptait deux membres d'Escorbuto Crónico : Chiru et La Zurda). Un temps plus tard, Cuervo rejoint également le groupe à la batterie.
Après une multitude de performances locales, deux tournées au Pays basque et plusieurs participations à des compilations, ils enregistrent leur premier album, Razón de Estado, en 1989, avec une formation composée de Zurda, Chiru, Ojo Trueno, et Cuervo,. Leur deuxième album, Toque a degüello, n'arrive qu'en 1992,. En octobre de cette même année, Pipo se joint au groupe au chant, et tournent de nouveau dans différentes provinces du pays. Après cette tournée, Ojo Trueno quitte le groupe, et Chiru joue désormais de la basse. En 1994, le groupe sort son troisième album, Palabra de Dios...,, et en début de 1995, Tato les rejoint en tant que nouveau guitariste. Ensemble, ils présentent l'album aux Canaries et au Pays basque, et après la tournée, Pipo quitte le groupe. 
En 1996, ils enregistrent leur quatrième album, intitulé Spanish Diarrea, qui les embarque dans la plus grande tournée jamais réalisée par le groupe. En 1998, Fredi les rejoint au chant. Après la tournée et au milieu des préparatifs de leur cinquième album, Chiru quitte le groupe, et est remplacé par Pachón. En novembre 1999, ils sortent leur cinquième album, Bestiario, qui les emmène en tournée dans tout le pays, pour jouer quelques concerts avec le groupe UK Subs et entrer dans la liste des 20 scènes musicales espagnoles les plus difficiles.

### Années 2000
À la fin de l’année 2000, leur sixième album, 1983-1993, est publié,. Il est enregistré aux studios Multitrack de Tenerife. L'album présente une compilation des deux premiers albums enregistrés avec le groupe actuel, et sert de pause au groupe pour qui se concentrera sur ce qui sera leur septième album, et qui sortira au début de l'année 2002.
Le septième album s'intitule La Venganza de los pueblos, qui comprend des morceaux de punk hardcore, et quelques notes de thrash metal. La production est effectuée par Kaki Arkarazo. Après l'album, Tato quitte le groupe et Pachón endosse le rôle de guitariste. David incarne la basse. Après la tournée, Crow quitte le groupe et entre à nouveau au sein de Tato, cette fois à la batterie. 
En mai 2006, ils sortent leur huitième album, Microcefalia, qui a mis six mois pour arriver sur le marché en grande partie dû au fait que Tato a quitté le groupe juste après l'avoir enregistré. Enfin, c'est Cuervo qui rejoint la batterie. Cet album les amène en tournée à travers la péninsule Ibérique (Baiturock). En 2009, sort leur neuvième album studio, Incendiario.

### Années 2010
En 2012, sort leur dixième album, cette fois enregistré en live sur l’ancien site de Santa Cruz de Tenerife, le Honky Tonk Express, le 4 septembre 2010. L'album s'intitule Serenata para antro y chusma (Opus X). Cette dernière formation cesse toute activité en août 2012.
Après une pause d'un peu plus de deux ans, Zurda, Fredy et Cuervo proposent à Chiru de participer à un concert hommage à Txirolo (ex-guitariste du groupe Odio, récemment décédé). Ce concert est célébré le 31 janvier 2015, avec la participation d'Escorbuto Crónico (puisque cette formation était connue sous le nom de Renteria Odio). Profitant d'un nouvel élan, le groupe annonce un concert pour le 15 mai 2015 à La Laguna, et compte tenu du bon accueil et de la volonté de continuer, deux autres concerts sont annoncés à Las Palmas de Gran Canaria et à La Palma. Peu après, Cuervo abandonne définitivement le groupe. Le groupe est ensuite invité à se produire à Madrid et Avila ; et il est décidé de chercher un nouveau batteur : Angel Luis (Angelucho). Plus tard, ils participent à l'édition 2017 du Festival Villa Rock.

## Membres
- Rocko - chant
- Zurda - guitare
- Chiru - basse
- Angelucho - batterie

## Discographie
- 1989 : Razón de Estado
- 1992 : Toque a degüello
- 1994 : Palabra de Dios
- 1996 : Spanish diarrea
- 2000 : Bestiario
- 2000 : Guerrilla Urbana 1983–1993 (compilation)
- 2002 : La Venganza de los pueblos
- 2006 : Microcefalia
- 2009 : Incendiario
- 2011 : Guerrilla Urbana / Escorbuto crónico (7" EP) (2011)
- 2012 : Serenata para antro y chusma Opus X (album live)